# Лазарев, Айаал Петрович
Айаал Петрович Лазарев (род. 19 марта 1986, Верхневилюйск, Якутия, РСФСР, СССР) — российский и кыргызский борец вольного стиля, чемпион и многократный призёр чемпионатов Азии, призёр Кубка мира., бронзовый призёр Азиатских Игр 2023. Участник трёх Олимпиад (2016, 2020, 2024). Заслуженный мастер спорта Кыргызстана (2023).
Завершил спортивную карьеру в 2024 году.
По национальности — саха.

## Спортивная карьера
- Бронзовый призёр Азиатских игр (2023).
- Бронзовый призёр Кубка мира (2020).
- Чемпион Азии (2015), серебряный призёр чемпионатов Азии (2021, 2024), бронзовый призёр чемпионатов Азии (2010, 2013, 2016).
- Участник Олимпийских игр 2016 года в Рио-де-Жанейро (15-е место).
- Участник Олимпийских игр 2020 года в Токио (16-е место).
- Участник Олимпийских игр 2024 года в Париже (5-е место).
- Чемпион Кыргызстана (2011, 2015, 2020).
- Чемпион России среди студентов (2008).

## Достижения
- Почётная грамота Кыргызской Республики  (2024) — за большой вклад в развитие физической культуры и спорта, выдающиеся спортивные достижения, а также подготовку квалифицированных спортсменов республики[4].